# Список птахів Люксембургу
Список птахів Люксембургу — перелік видів птахів, які були зареєстровані в дикому стані у Люксембурзі. Список базується на контрольному списку, опублікованому у журналі «Vögel Luxemburgs» у 2016 році та на спостереженнях, які були опубліковані пізніше (станом на листопад 2022 року). В орнітофауні країни налічується 322 види, з яких 6 видів інтродуковані людиною.
Таксономічна обробка цього списку (позначення та послідовність рядів, родин і видів) і номенклатура (наукові назви) ґрунтується на «Контрольному списку птахів світу Клементса», видання 2022 року.

## Позначки
Теги, що використовуються для виділення охоронного статусу кожного виду за оцінками МСОП:
| EX | Extinct               | Зниклий                          |
| CR | Critically Endangered | Перебуває під критичною загрозою |
| EN | Endangered            | Перебуває під загрозою           |
| VU | Vulnerable            | Уразливий                        |
| NT | Near Threatened       | Близький до загрозливого стану   |
| LC | Least Concern         | У найменшій загрозі              |
| DD | Data Deficient        | Відомості недостатні             |
| NE | Not Evaluated         | Види з недослідженим статусом    |

## Ряд Гусеподібні (Anseriformes)
Ряд включає лебедів, гусей та качок. Представники ряду мають перетинчасті лапи, вони пристосовані до водного способу життя. Ряд містить близько 170 видів, з них на території країни трапляється 32 види.

### Родина Качкові (Anatidae)
| Українська назва                | Люксембурзька назва | Латинська назва      | Автор таксона     | Статус МСОП | Статус у Люксембурзі                                                                                                 | Зображення |
| Ряд: Гусеподібні (Anseriformes) |                     |                      |                   |             | |            |
| Родина: Качкові (Anatidae)      |                     |                      |                   |             | |            |
| Лебідь-шипун                    | Schwunn             | Cygnus olor          | Gmelin, 1789      | LC          | осілий |            |
| Лебідь чорний                   | Schwaarze Schwunn   | Cygnus atratus       | (Latham, 1790)    | LC          | інтродукована здичавіла популяція                                                                                    |            |
| Лебідь-кликун                   | Wëlle Schwunn       | Cygnus cygnus        | Linnaeus, 1758    | LC          | |            |
| Лебідь малий                    | Zwergschwunn        | Cygnus bewickii      | (Yarrell, 1830)   | LC          | |            |
| Казарка чорна                   | Réngelgäns          | Branta bernicla      | Linnaeus, 1758    | LC          | |            |
| Казарка канадська               | Kanadagäns          | Branta canadensis    | (Linnaeus, 1758)  | LC          | зареєстровані гніздування                                                                                            |            |
| Казарка білощока                | Nonnegäns           | Branta leucopsis     | (Linnaeus, 1758)  | LC          | |            |
| Гуска сіра                      | Grogäns             | Anser anser          | Latham, 1790      | LC          | на зимівлі |            |
| Гуменник                        | Mouergäns           | Anser fabalis        | Latham, 1787      | LC          | зимовий гість |            |
| Гуска білолоба                  | Blessgäns           | Anser albifrons      | Scopoli, 1769     | LC          | |            |
| Каргарка нільська               | Nilgäns             | Alopochen aegyptiaca | (Linnaeus, 1766)  | LC          | вперше бродячі птахи помічені у 1984 році, з 2007 року розмножується у заповіднику Гафф Реймех (20-30 гніздових пар) |            |
| Галагаз звичайний               | Brandgäns           | Tadorna tadorna      | Linnaeus, 1758    | LC          | |            |
| Нерозень                        | Schnadderint        | Anas strepera        | Linnaeus, 1758    | LC          | |            |
| Свищ                            | Päifint             | Anas penelope        | Linnaeus, 1758    | LC          | численний під час міграцій                                                                                           |            |
| Чирянка мала                    | Wanterint           | Anas crecca          | Linnaeus, 1758    | LC          | |            |
| Крижень                         | Wëll Int            | Anas platyrhynchos   | Linnaeus, 1758    | LC          | численний осілий птах                                                                                                |            |
| Шилохвіст                       | Spiissint           | Anas acuta           | Linnaeus, 1758    | LC          | на зимівлі |            |
| Чирянка велика                  | Summerint           | Anas querquedula     | Linnaeus, 1758    | LC          | |            |
| Широконіска північна            | Summerint           | Anas clypeata        | Linnaeus, 1758    | LC          | досить поширений |            |
| Чернь червонодзьоба             | Krounenint          | Netta rufina         | Pallas, 1773      | LC          | на зимівлі, є рідкісні гніздування                                                                                   |            |
| Попелюх                         | Tafelint            | Aythya ferina        | Linnaeus, 1758    | LC          | |            |
| Чернь білоока                   | Mouerint            | Aythya nyroca        | Güldenstädt, 1770 | NT          | |            |
| Чернь чубата                    | Räerint             | Aythya fuligula      | Linnaeus, 1758    | NT          | досить поширений |            |
| Чернь морська                   | Biergint            | Aythya marila        | Linnaeus, 1758    | LC          | |            |
| Гага звичайна                   | Eiderint            | Somateria mollissima | Linnaeus, 1758    | LC          | |            |
| Морянка                         | Äisint              | Clangula hyemalis    | Linnaeus, 1758    | VU          | |            |
| Турпан                          | Brong Mierint       | Melanitta fusca      | Linnaeus, 1758    | LC          | зимує на морському узбережжі                                                                                         |            |
| Синьга                          | Schwaarz Mierint    | Melanitta nigra      | Linnaeus, 1758    | LC          | |            |
| Гоголь                          | Schellint           | Bucephala clangula   | Linnaeus, 1758    | LC          | на зимівлі |            |
| Крех малий                      | Klenge Seeër        | Mergellus albellus   | Linnaeus, 1758    | LC          | на зимівлі |            |
| Крех великий                    | Grousse Seeër       | Mergus merganser     | Linnaeus, 1758    | LC          | на зимівлі, інколи гніздиться                                                                                        |            |
| Крех середній                   | Mëttelseeër         | Mergus serrator      | Linnaeus, 1758    | LC          | має фрагментарний гніздовий ареал, зимує на морському узбережжі                                                      |            |

## Ряд Куроподібні (Galliformes)
Широко поширений ряд птахів. У куроподібних міцні лапи, пристосовані для швидкого бігу і риття землі. Літати вміють не всі курячі та, в кращому випадку, лише на невеликі відстані. Відомо близько 250 видів, з них у фауні Люксембургу зареєстровано 6 видів.

### Родина Фазанові (Phasianidae)
| Українська назва               | Люксембурзька назва | Латинська назва     | Автор таксона    | Статус МСОП | Статус у Люксембурзі                              | Зображення |
| Ряд: Куроподібні (Galliformes) |                     |                     |                  |             |                                                   |            |
| Родина: Фазанові (Phasianidae) |                     |                     |                  |             |                                                   |            |
| Перепілка звичайна             | Wuechtel            | Coturnix coturnix   | Linnaeus, 1758   | LC          | досить поширений перелітний гніздовий птах        |            |
| Фазан звичайний                | Fasan               | Phasianus colchicus | Linnaeus, 1758   | LC          | інтродукований на мисливські угіддя               |            |
| Куріпка сіра                   | Feldhong            | Perdix perdix       | Linnaeus, 1758   | LC          | досить поширений                                  |            |
| Кеклик червононогий            | Routhong            | Alectoris rufa      | (Linnaeus, 1758) | NT          | інтродукований на мисливські угіддя у 18 столітті |            |
| Орябок                         | Bëschhong           | Tetrastes bonasia   | Linnaeus, 1758   | LC          | осілий гніздовий птах                             |            |
| Тетерук                        | Bierkhong           | Tetrao tetrix       | Linnaeus, 1758   | LC          | спостерігався у 19 столітті                       |            |

## Ряд Пірникозоподібні (Podicipediformes)
Пірникози — це малих і середніх великих прісноводні пірнаючі птахи. Вони мають перетинчасті пальці і є чудовими плавцями і пірнальниками. Проте, їхні ноги розміщені далеко позаду тіла, що робить їх досить незграбними на суші. Відомо 20 видів пірникоз, з них 5 видів трапляються у Люксембурзі.

### Родина Пірникозові (Podicipedidae)
| Українська назва                         | Люксембурзька назва | Латинська назва      | Автор таксона  | Статус МСОП | Статус у Люксембурзі                | Зображення |
| Ряд: Пірникозоподібні (Podicipediformes) |                     |                      |                |             |                                     |            |
| Родина: Пірникозові (Podicipedidae)      |                     |                      |                |             |                                     |            |
| Пірникоза мала                           | Däichelchen         | Podiceps ruficollis  | Pallas, 1764   | LC          | досить поширений цілорічно          |            |
| Пірникоза велика                         | Hauwendaucher       | Podiceps cristatus   | Linnaeus, 1758 | LC          | широко поширений на водоймах, зимує |            |
| Пірникоза сірощока                       | Routhalsdaucher     | Podiceps grisegena   | Boddaert, 1783 | LC          | залітний                            |            |
| Пірникоза червоношия                     | Ouerendaucher       | Podiceps auritus     | Boddaert, 1783 | VU          | залітний                            |            |
| Пірникоза чорношия                       | Schwaarzhalsdaucher | Podiceps nigricollis | Brehm, 1831    | LC          | бродяжний                           |            |

## Ряд Гагароподібні (Gaviiformes)
Група водних птахів, що поширені у багатьох районах Північної Америки та Північної Європи. Відомо 5 видів гагар, з них три трапляються у Люксембурзі.

### Родина Гагарові (Gaviidae)
| Українська назва                 | Люксембурзька назва | Латинська назва | Автор таксона  | Статус МСОП | Статус у Люксембурзі      | Зображення |
| Ряд: Гагароподібні (Gaviiformes) |                     |                 |                |             |                           |            |
| Родина: Гагарові (Gaviidae)      |                     |                 |                |             |                           |            |
| Гагара полярна                   | Äisdaucher          | Gavia immer     | Brunnich, 1764 | LC          |                           |            |
| Гагара червоношия                | Stärendaucher       | Gavia stellata  | Brunnich, 1764 | LC          | залітний під час міграцій |            |
| Гагара чорношия                  | Arkteschen Daucher  | Gavia arctica   | Linnaeus, 1758 | LC          | під час міграції          |            |

## Ряд Сулоподібні (Suliformes)

### Родина Сулові (Sulidae)
| Українська назва              | Люксембурзька назва | Латинська назва | Автор таксона  | Статус МСОП | Статус у Люксембурзі | Зображення |
| Ряд: Сулоподібні (Suliformes) |                     |                 |                |             |                      |            |
| Родина: Сулові (Sulidae)      |                     |                 |                |             |                      |            |
| Сула атлантична               | Mierdëlpes          | Morus bassanus  | Linnaeus, 1758 | LC          |                      |            |

### Родина Бакланові (Phalacrocoracidae)
| Українська назва                      | Люксембурзька назва | Латинська назва     | Автор таксона  | Статус МСОП | Статус у Люксембурзі            | Зображення |
| Ряд: Пеліканоподібні (Pelecaniformes) |                     |                     |                |             |                                 |            |
| Родина: Бакланові (Phalacrocoracidae) |                     |                     |                |             |                                 |            |
| Баклан великий                        | Kormoran            | Phalacrocorax carbo | Linnaeus, 1758 | LC          | досить поширений бродяжний птах |            |

## Ряд Пеліканоподібні (Pelecaniformes)
Пеліканоподібні — це середніх або великих розмірів прибережні морські птахи. Живляться рибою, полюючи на неї на поверхні або пірнаючи під воду. Відомо близько 170 видів, з них 11 видів спостерігалися у Люксембурзі.

### Родина Ібісові (Threskiornithidae)
| Українська назва                      | Люксембурзька назва | Латинська назва      | Автор таксона  | Статус МСОП | Статус у Люксембурзі | Зображення |
| Ряд: Пеліканоподібні (Pelecaniformes) |                     |                      |                |             |                      |            |
| Родина: Ібісові (Threskiornithidae)   |                     |                      |                |             |                      |            |
| Коровайка                             | Brongen Ibis        | Plegadis falcinellus | Linnaeus, 1766 | LC          | бродяга              |            |
| Косар                                 | Läffeler            | Platalea leucorodia  | Linnaeus, 1758 | LC          | бродяга              |            |

### Родина Чаплеві (Ardeidae)
| Українська назва                      | Люксембурзька назва | Латинська назва       | Автор таксона  | Статус МСОП | Статус у Люксембурзі         | Зображення |
| Ряд: Пеліканоподібні (Pelecaniformes) |                     |                       |                |             |                              |            |
| Родина: Чаплеві (Ardeidae)            |                     |                       |                |             |                              |            |
| Бугай                                 | Grouss Dommel       | Botaurus stellaris    | Linnaeus, 1758 | LC          | на зимівлі                   |            |
| Бугайчик                              | Kleng Dommel        | Ixobrychus minutus    | Linnaeus, 1766 | LC          | гніздовий перелітний         |            |
| Квак                                  | Nuetsräer           | Nycticorax nycticorax | Linnaeus, 1758 | LC          | бродяжний                    |            |
| Чапля жовта                           | Ralleräer           | Ardeola ralloides     | Linnaeus, 1758 | LC          | залітний                     |            |
| Чапля єгипетська                      | Kouräer             | Bubulcus ibis         | Linnaeus, 1758 | LC          | залітний птах                |            |
| Чепура велика                         | Sëlwerräer          | Ardea alba            | Linnaeus, 1758 | LC          | залітний птах                |            |
| Чапля сіра                            | Groräer             | Ardea cinerea         | Linnaeus, 1758 | LC          | досить поширений осілий птах |            |
| Чапля руда                            | Purpurräer          | Ardea purpurea        | Linnaeus, 1766 | LC          |                              |            |
| Чепура мала                           | Klenge wäisse Räer  | Egretta garzetta      | Linnaeus, 1766 | LC          | бродяжний                    |            |

## Ряд Лелекоподібні (Ciconiiformes)
Це великі або середніх розмірів птахи із довгими ногами та шиєю. Полюють на здобич на мілководді та лугах. Відомо 19 видів, з яких два трапляється у Люксембурзі.

### Родина Лелекові (Ciconiidae)
| Українська назва                   | Люксембурзька назва | Латинська назва | Автор таксона  | Статус МСОП | Статус у Люксембурзі | Зображення |
| Ряд: Лелекоподібні (Ciconiiformes) |                     |                 |                |             | |            |
| Родина: Лелекові (Ciconiidae)      |                     |                 |                |             | |            |
| Лелека білий                       | Wäisse Stuerk       | Ciconia ciconia | Linnaeus, 1758 | LC          | до середини 19 століття білий лелека був поширений в Люксембурзі. Після цього його там вважали вимерлим. У 2013 році в Ламешміллен, вперше можна було спостерігати пару, яка звила там своє гніздо і виростила двох пташенят. Відтоді щороку (станом на 2021 рік) у Люксембурзі бачили одну або кілька пар, які намагалися виховувати пташенят |            |
| Лелека чорний                      | Schwaarze Stuerk    | Ciconia nigra   | Linnaeus, 1758 | LC          | |            |

## Ряд Яструбоподібні (Accipitriformes)

### Родина Скопові (Pandionidae)
| Українська назва                   | Люксембурзька назва | Латинська назва   | Автор таксона  | Статус МСОП | Статус у Люксембурзі | Зображення |
| Ряд: Соколоподібні (Falconiformes) |                     |                   |                |             |                      |            |
| Родина: Скопові (Pandionidae)      |                     |                   |                |             |                      |            |
| Скопа                              | Fëschaadler         | Pandion haliaetus | Linnaeus, 1758 | LC          |                      |            |

### Родина Яструбові (Accipitridae)
| Українська назва                   | Люксембурзька назва      | Латинська назва       | Автор таксона        | Статус МСОП | Статус у Люксембурзі                                                 | Зображення |
| Ряд: Соколоподібні (Falconiformes) |                          |                       |                      |             |                                                                      |            |
| Родина: Яструбові (Accipitridae)   |                          |                       |                      |             |                                                                      |            |
| Гриф чорний                        | Schmotzgeier             | Aegypius monachus     | (Hablizl, 1783)      | LC          | спостерігалися рідкісні бродяги у 19 столітті                        |            |
| Сип білоголовий                    |                          | Gyps fulvus           | (Hablizl, 1783)      | LC          | бродяжний птах по всій країні                                        |            |
| Стерв'ятник                        | Schmutzgeier             | Neophron percnopterus | Savigny, 1809        | EN          | рідкісний бродяга                                                    |            |
| Осоїд                              | Harespelsfrësser         | Pernis apivorus       | Linnaeus, 1758       | LC          | розмножується                                                        |            |
| Змієїд блакитноногий               | Schlaangenaadler         | Circaetus gallicus    | (Gmelin, JF, 1788)   | LC          | були нечисленні гніздування у 19 столітті, зараз лише бродяжні птахи |            |
| Могильник східний                  | Keeseraadler             | Aquila heliaca        | (Hodgson, 1833)      | VU          | рідкісний бродяга                                                    |            |
| Підорлик великий                   | Schellaadler             | Clanga clanga         | (Pallas, 1811)       | VU          | бродяга                                                              |            |
| Орел-карлик                        | Zwergaadler              | Hieraaetus pennatus   | (Gmelin, 1788)       | LC          | рідкісний бродяга                                                    |            |
| Лунь степовий                      | Steppenhénkeldéif        | Circus macrourus      | Gmelin, 1770         | NT          | рідкісний залітний вид                                               |            |
| Лунь польовий                      | Wanter Hénkelendéif      | Circus cyaneus        | Linnaeus, 1766       | LC          | на зимівлі                                                           |            |
| Лунь лучний                        | Wisenhénkeldéif          | Circus pygargus       | Linnaeus, 1758       | LC          |                                                                      |            |
| Лунь очеретяний                    | Brongen Hénkelendéif     | Circus aeruginosus    | Linnaeus, 1758       | LC          |                                                                      |            |
| Яструб великий                     | Huer                     | Accipiter gentilis    | Linnaeus, 1758       | LC          | досить поширений вид                                                 |            |
| Яструб малий                       | Spréiwenhuer             | Accipiter nisus       | Linnaeus, 1758       | LC          | досить поширений вид                                                 |            |
| Шуліка рудий                       | Roude Schéierschwanz     | Milvus milvus         | Linnaeus, 1758       | LC          | гніздиться по всій країні, 90 гніздувань у 2015 році                 |            |
| Шуліка чорний                      | Schwaarze Schéierschwanz | Milvus migrans        | Boddaert, 1783       | LC          |                                                                      |            |
| Орлан-білохвіст                    | Séiaadler                | Haliaeetus albicilla  | Linnaeus, 1758       | LC          |                                                                      |            |
| Зимняк                             | Nordesche Bussar         | Buteo lagopus         | (Pontoppidan, 1763)  | LC          | зимує                                                                |            |
| Канюк звичайний                    | Bussar                   | Buteo buteo           | Linnaeus, 1758       | LC          | досить поширений осілий птах                                         |            |
| Шуліка чорноплечий                 | Gleitaar                 | Elanus caeruleus      | Desfontaines, (1789) | LC          | рідкісний бродяга, єдине спостереження у 2016 році                   |            |

## Ряд Соколоподібні (Falconiformes)

### Родина Соколові (Falconidae)
| Українська назва                   | Люксембурзька назва | Латинська назва   | Автор таксона  | Статус МСОП | Статус у Люксембурзі | Зображення |
| Ряд: Соколоподібні (Falconiformes) |                     |                   |                |             | |            |
| Родина: Соколові (Falconidae)      |                     |                   |                |             | |            |
| Боривітер звичайний                | Kréchel             | Falco tinnunculus | Linnaeus, 1758 | LC          | досить поширений |            |
| Кібчик                             | Routpattfallek      | Falco vespertinus | Linnaeus, 1766 | VU          | залітний під час міграцій |            |
| Підсоколик малий                   | Merlin              | Falco columbarius | Linnaeus, 1758 | LC          | регулярно на зимівлі |            |
| Підсоколик великий                 | Bamfallek           | Falco subbuteo    | Linnaeus, 1758 | LC          | перелітний гніздовий птах |            |
| Сапсан                             | Wanderfallek        | Falco peregrinus  | Tunstall, 1771 | LC          | у 1960-х вид зник у Люксембурзі, у 1990-х почали з'являтися залітні птахи. У 2008 і 2009 роках перші гнізда знайдено в місті Люксембург і в Еш-сюр-Альзетті, на одній з доменних печей в Еш-Бельвалі. |            |

## Ряд Журавлеподібні (Gruiformes)
Великий ряд різноманітних за зовнішнім виглядом, особливостями внутрішньої будови і способу життя птахів. Переважно болотні і наземні птахи, рідше ті, що гніздяться на деревах. Відомо близько 190 видів, з них у фауні Люксембургу спостерігалося 8 видів.

### Родина Журавлеві (Gruidae)
| Українська назва                 | Люксембурзька назва | Латинська назва | Автор таксона  | Статус МСОП | Поширення у Люксембурзі | Зображення |
| Ряд: Журавлеподібні (Gruiformes) |                     |                 |                |             | |            |
| Родина: Журавлеві (Gruidae)      |                     |                 |                |             | |            |
| Журавель сірий                   | Huergäns            | Grus grus       | Linnaeus, 1758 | LC          | Люксембург розташований на західному шляху польоту сірих журавлів. Тому вони перетинають Люксембург двічі на рік, восени (з жовтня по листопад) і ранньою весною (лютий-березень). Щороку нараховують від 30 000 до 50 000 птахів. Усі сірі журавлі, які мігрують над Люксембургом восени, летять до озера Лак-дю-Дер, де вони відпочивають, а звідси потім мігрують далі на південь. Невелика частина з них проводить зиму в Лак-дю-Дер. |            |

### Родина Пастушкові (Rallidae)
| Українська назва                 | Люксембурзька назва | Латинська назва     | Автор таксона  | Статус МСОП | Поширення у Люксембурзі                | Зображення |
| Ряд: Журавлеподібні (Gruiformes) |                     |                     |                |             |                                        |            |
| Родина: Пастушкові (Rallidae)    |                     |                     |                |             |                                        |            |
| Пастушок                         | Waasserrall         | Rallus aquaticus    | Linnaeus, 1758 | LC          | по всій країні                         |            |
| Деркач                           | Wuechtelkinnek      | Crex crex           | Linnaeus, 1758 | LC          | майже по всій країні                   |            |
| Погонич звичайний                | Getëppelt Rall      | Porzana porzana     | Linnaeus, 1766 | LC          |                                        |            |
| Погонич малий                    | Kleng Rall          | Zapornia parva      | Scopoli, 1769  | LC          |                                        |            |
| Курочка водяна                   | Waasserhéngchen     | Gallinula chloropus | Linnaeus, 1758 | LC          | досить поширений                       |            |
| Лиска                            | Blesshong           | Fulica atra         | Linnaeus, 1758 | LC          | досить поширений                       |            |
| Погонич малий                    | Zwergrall           | Zapornia pusilla    | (Pallas, 1776) | LC          | єдине спостереження у травні 2011 року |            |

## Ряд Дрохвоподібні (Otidiformes)
Великі, міцні птахи відкритих рівнин з довгими ногами, шиєю та сильними ногами. В країні зареєстровано два види.

### Родина Дрохвові (Otididae)
| Українська назва                 | Люксембурзька назва | Латинська назва | Автор таксона  | Статус МСОП | Поширення у Люксембурзі | Зображення |
| Ряд: Дрохвоподібні (Otidiformes) |                     |                 |                |             |                         |            |
| Родина: Дрохвові (Otididae)      |                     |                 |                |             |                         |            |
| Дрохва євразійська               | Grouss Trapp        | Otis tarda      | Linnaeus, 1758 | VU          |                         |            |
| Хохітва                          | Kleng Trapp         | Tetrax tetrax   | Linnaeus, 1758 | NT          |                         |            |

## Ряд Сивкоподібні (Charadriiformes)
Один з найбільших рядів водних і навколоводних птахів, поширених у всьому світі, що значно розрізняються як морфологічно, так і поведінковими характеристиками. Відомо 343 види, з них 60 видів трапляються у Люксембурзі.

### Родина Лежневі (Burhinidae)
| Українська назва                    | Люксембурзька назва | Латинська назва     | Автор таксона  | Статус МСОП | Поширення у Люксембурзі | Зображення |
| Ряд: Сивкоподібні (Charadriiformes) |                     |                     |                |             |                         |            |
| Родина: Лежневі (Burhinidae)        |                     |                     |                |             |                         |            |
| Лежень                              | Dril                | Burhinus oedicnemus | Linnaeus, 1758 | LC          | бродяга                 |            |

### Родина Кулики-сороки (Haematopodidae)
| Українська назва                       | Люксембурзька назва | Латинська назва       | Автор таксона  | Статус МСОП | Поширення у Люксембурзі | Зображення |
| Ряд: Сивкоподібні (Charadriiformes)    |                     |                       |                |             |                         |            |
| Родина: Кулики-сороки (Haematopodidae) |                     |                       |                |             |                         |            |
| Кулик-сорока                           | Mierkréi            | Haematopus ostralegus | Linnaeus, 1758 | NT          |                         |            |

### Родина Чоботарові (Recurvirostridae)
| Українська назва                      | Люксембурзька назва | Латинська назва        | Автор таксона  | Статус МСОП | Поширення у Люксембурзі | Зображення |
| Ряд: Сивкоподібні (Charadriiformes)   |                     |                        |                |             |                         |            |
| Родина: Чоботарові (Recurvirostridae) |                     |                        |                |             |                         |            |
| Чоботар                               | Säwelschniewel      | Recurvirostra avosetta | Linnaeus, 1758 | LC          |                         |            |

### Родина Сивкові (Charadriidae)
| Українська назва                    | Люксембурзька назва | Латинська назва         | Автор таксона  | Статус МСОП | Поширення у Люксембурзі      | Зображення |
| Ряд: Сивкоподібні (Charadriiformes) |                     |                         |                |             |                              |            |
| Родина: Сивкові (Charadriidae)      |                     |                         |                |             |                              |            |
| Чайка                               | Piwitsch            | Vanellus vanellus       | Linnaeus, 1758 | LC          | досить поширений осілий птах |            |
| Чайка степова                       | Steppepiwitsch      | Vanellus gregarius      | (Pallas, 1771) | CR          | рідкісний бродяга            |            |
| Сивка звичайна                      | Goldwakeleefer      | Pluvialis apricaria     | Linnaeus, 1758 | LC          |                              |            |
| Сивка морська                       | Sëlwerwakeleefer    | Pluvialis squatarola    | Linnaeus, 1758 | LC          | під час міграцій             |            |
| Пісочник великий                    | Grousse Wakeleefer  | Charadrius hiaticula    | Linnaeus, 1758 | LC          |                              |            |
| Пісочник малий                      | Klenge Wakeleefer   | Charadrius dubius       | Scopoli, 1786  | LC          | поширений гніздовий птах     |            |
| Пісочник морський                   | Mierwakeleefer      | Charadrius alexandrinus | Linnaeus, 1758 | LC          |                              |            |
| Хрустан                             | Mornell             | Charadrius morinellus   | Linnaeus, 1758 | LC          | трапляється під час міграцій |            |

### Родина Баранцеві (Scolopacidae)
| Українська назва                    | Люксембурзька назва   | Латинська назва       | Автор таксона     | Статус МСОП | Поширення у Люксембурзі           | Зображення |
| Ряд: Сивкоподібні (Charadriiformes) |                       |                       |                   |             |                                   |            |
| Родина: Баранцеві (Scolopacidae)    |                       |                       |                   |             |                                   |            |
| Кульон середній                     | Klenge Broochvull     | Numenius phaeopus     | Linnaeus, 1758    | LC          |                                   |            |
| Кульон великий                      | Grousse Broochvull    | Numenius arquata      | Linnaeus, 1758    | NT          |                                   |            |
| Грицик малий                        | Pullschnepp           | Limosa lapponica      | Linnaeus, 1758    | LC          | рідкісний бродяга                 |            |
| Грицик великий                      | Wiseschnepp           | Limosa limosa         | Linnaeus, 1758    | NT          |                                   |            |
| Слуква                              | Bëschschnepp          | Scolopax rusticola    | Linnaeus, 1758    | LC          | поширений птах                    |            |
| Баранець малий                      | Zwergschnepp          | Lymnocryptes minimus  | Brunnich, 1764    | LC          | на зимівлі                        |            |
| Баранець великий                    | Duebel Bekassinn      | Gallinago media       | Latham, 1787      | NT          | рідкісний бродяга                 |            |
| Баранець звичайний                  | Bekassinn             | Gallinago gallinago   | Linnaeus, 1758    | LC          |                                   |            |
| Плавунець круглодзьобий             | Odinshéngchen         | Phalaropus lobatus    | Linnaeus, 1758    | LC          | під час міграцій                  |            |
| Плавунець плоскодзьобий             | Thorshéngchen         | Phalaropus fulicarius | Linnaeus, 1758    | LC          |                                   |            |
| Набережник палеарктичний            | Uferleefer            | Actitis hypoleucos    | Linnaeus, 1758    | LC          |                                   |            |
| Коловодник чорний                   | Donkele Waasserleefer | Tringa erythropus     | Pallas, 1764      | LC          |                                   |            |
| Коловодник звичайний                | Routpatt              | Tringa totanus        | Linnaeus, 1758    | LC          |                                   |            |
| Коловодник ставковий                | Kleng Gréngpatt       | Tringa stagnatilis    | Bechstein, 1803   | LC          | рідкісний залітний з Сибіру       |            |
| Коловодник великий                  | Gréngpatt             | Tringa nebularia      | Gunnerus, 1767    | LC          | регулярний мігрант                |            |
| Коловодник лісовий                  | Bëschwaasserleefer    | Tringa ochropus       | Linnaeus, 1758    | LC          |                                   |            |
| Коловодник болотяний                | Mouerwaasserleefer    | Tringa glareola       | Linnaeus, 1758    | LC          | трапляється лише під час міграцій |            |
| Крем'яшник звичайний                | Steeleefer            | Actitis interpres     | Linnaeus, 1758    | LC          | рідкісний бродяга                 |            |
| Побережник ісландський              | Knutt                 | Calidris canutus      | Linnaeus, 1758    | LC          | рідкісний бродяга                 |            |
| Брижач                              | Kampfleefer           | Calidris pugnax       | Linnaeus, 1758    | LC          |                                   |            |
| Побережник червоногрудий            | Séchelsandleefer      | Calidris ferruginea   | Pontoppidan, 1763 | LC          | трапляється під час міграцій      |            |
| Побережник білохвостий              | Temmincksandleefer    | Calidris temminckii   | Leisler, 1812     | LC          | під час міграцій                  |            |
| Побережник білий                    | Sanderleng            | Calidris alba         | Pallas, 1764      | LC          |                                   |            |
| Побережник чорногрудий              | Alpesandleefer        | Calidris alpina       | Linnaeus, 1758    | LC          |                                   |            |
| Побережник малий                    | Zwergsandleefer       | Calidris minuta       | Leisler, 1812     | LC          | на перельоті                      |            |
| Побережник арктичний                | Grobroschtsandleefer  | Calidris melanotos    | Vieillot, 1819    | LC          | регулярний бродяга                |            |

### Родина Поморникові (Stercorariidae)
| Українська назва                     | Люксембурзька назва | Латинська назва          | Автор таксона  | Статус МСОП | Поширення у Люксембурзі | Зображення |
| Ряд: Сивкоподібні (Charadriiformes)  |                     |                          |                |             |                         |            |
| Родина: Поморникові (Stercorariidae) |                     |                          |                |             |                         |            |
| Поморник великий                     | Skua                | Stercorarius skua        | Brunnich, 1764 | LC          | рідкісний бродяга       |            |
| Поморник середній                    | Sibiresch Skua      | Stercorarius pomarinus   | Temminck, 1815 | LC          |                         |            |
| Поморник довгохвостий                | Kleng Skua          | Stercorarius longicaudus | Vieillot, 1819 | LC          |                         |            |

### Родина Мартинові (Laridae)
| Українська назва                    | Люксембурзька назва       | Латинська назва            | Автор таксона     | Статус МСОП | Поширення у Люксембурзі                              | Зображення |
| Ряд: Сивкоподібні (Charadriiformes) |                           |                            |                   |             |                                                      |            |
| Родина: Мартинові (Laridae)         |                           |                            |                   |             |                                                      |            |
| Мартин трипалий                     | Dräizéiweméiw             | Rissa tridactyla           | Linnaeus, 1758    | VU          | рідкісний бродяга                                    |            |
| Мартин вилохвостий                  | Schmuelwesméiw            | Xema sabini                | Leach, 1819       | LC          | рідкісний бродяга                                    |            |
| Мартин звичайний                    | Laachméiw                 | Larus ridibundus           | Linnaeus, 1766    | LC          |                                                      |            |
| Мартин малий                        | Zwergméiw                 | Larus minutus              | Pallas, 1776      | LC          | зимовий гість                                        |            |
| Мартин середземноморський           | Schwaarzkappméiw          | Ichthyaetus melanocephalus | Temminck, 1820    | LC          | фрагментарно на великих водоймах                     |            |
| Мартин сизий                        | Stuermméiw Stuermméiw     | Larus canus                | Linnaeus, 1758    | LC          |                                                      |            |
| Мартин морський                     | Mantelméiw                | Larus marinus              | Linnaeus, 1758    | LC          | рідкісний бродяга                                    |            |
| Мартин сріблястий                   | Sëlwerméiw                | Larus argentatus           | Pontoppidan, 1763 | LC          | рідкісний бродяга                                    |            |
| Мартин жовтоногий                   | Steppeméiw                | Larus cachinnans           | Pallas, 1811      | LC          | рідкісний бродяга                                    |            |
| Мартин скельний                     | Mëttelmierméiw            | Larus michahellis          | Naumann, 1840     | LC          | рідкісний бродяга                                    |            |
| Мартин чорнокрилий                  | Kleng Mantelméiw          | Larus fuscus               | Linnaeus 1758     | LC          | рідкісний бродяга                                    |            |
| Крячок чорнодзьобий                 | Laachséischmuewel         | Gelochelidon nilotica      | Gmelin, 1789      | LC          | залітний                                             |            |
| Крячок каспійський                  | Kaspesch Séischmuewel     | Hydroprogne caspia         | Pallas, 1770      | LC          | рідкісний залітний                                   |            |
| Крячок рябодзьобий                  | Mierséischmuewel          | Thalasseus sandvicensis    | Latham, 1787      | LC          | залітний                                             |            |
| Крячок малий                        | Zwergséischmuewel         | Sterna albifrons           | Pallas, 1764      | LC          | залітний                                             |            |
| Крячок річковий                     | Flossséischmuewel         | Sterna hirundo             | Linnaeus, 1758    | LC          |                                                      |            |
| Крячок полярний                     | Küssteséischmuewel        | Sterna paradisaea          | Pontoppidan, 1763 | LC          | рідкісний залітний, вперше спостерігався у 2015 році |            |
| Крячок білощокий                    | Wäissbaartséischmuewel    | Chlidonias hybrida         | Pallas, 1811      | LC          | залітний                                             |            |
| Крячок білокрилий                   | Wäissflilleksséischmuewel | Chlidonias leucopterus     | Temminck, 1815    | LC          |                                                      |            |
| Крячок чорний                       | Schwaarz Séischmuewel     | Chlidonias niger           | Linnaeus, 1758    | LC          |                                                      |            |

## Ряд Голубоподібні (Columbiformes)
Голуби — це дрібні птахи із міцною тілобудовою та короткою шиєю. Харчуються насінням, плодами. Відомо 344 види, з них на території Люксембургу трапляються 5 видів.

### Родина Голубові (Columbidae)
| Українська назва                   | Люксембурзька назва | Латинська назва       | Автор таксона     | Статус МСОП | Поширення у Люксембурзі                | Зображення |
| Ряд: Голубоподібні (Columbiformes) |                     |                       |                   |             |                                        |            |
| Родина: Голубові (Columbidae)      |                     |                       |                   |             |                                        |            |
| Голуб сизий                        | Hausdauf            | Columba livia         | Gmelin, 1789      | LC          | досить поширений у містах              |            |
| Голуб-синяк                        | Kleng Bëschdauf     | Columba oenas         | Linnaeus, 1758    | LC          | по всій країні                         |            |
| Припутень                          | Grouss Bëschdauf    | Columba palumbus      | Linnaeus, 1758    | LC          | досить поширений осілий гніздовий птах |            |
| Горлиця звичайна                   | Duerteldauf         | Streptopelia turtur   | Linnaeus, 1758    | LC          | досить поширений                       |            |
| Горлиця садова                     | Tierkendauf         | Streptopelia decaocto | Frivaldszky, 1838 | NT          | досить поширений                       |            |

## Ряд Зозулеподібні (Cuculiformes)
Це птахи середнього розміру з тонкими тілами, довгими хвостами і сильними ногами. У зозуль відомий гніздовий паразитизм. Відомо 138 видів, з них у Люксембурзі — 1 вид.

### Родина Зозулеві (Cuculidae)
| Українська назва                  | Люксембурзька назва | Латинська назва | Автор таксона  | Статус МСОП | Поширення у Люксембурзі | Зображення |
| Ряд: Зозулеподібні (Cuculiformes) |                     |                 |                |             |                         |            |
| Родина: Зозулеві (Cuculidae)      |                     |                 |                |             |                         |            |
| Зозуля звичайна                   | Guckuck             | Cuculus canorus | Linnaeus, 1758 | LC          | повсюдно влітку         |            |

## Ряд Совоподібні (Strigiformes)
Це великі одиночні нічні хижаки. Вони мають великі, звернені вперед очі і вуха та круглий лицьовий диск. Відомо 211 видів, з них у Люксембурзі — 10 видів.

### Родина Сипухові (Tytonidae)
| Українська назва                | Люксембурзька назва | Латинська назва | Автор таксона | Статус МСОП | Поширення у Люксембурзі               | Зображення |
| Ряд: Совоподібні (Strigiformes) |                     |                 |               |             |                                       |            |
| Родина: Сипухові (Tytonidae)    |                     |                 |               |             |                                       |            |
| Сипуха                          | Tuermeil            | Tyto alba       | Scopoli, 1769 | LC          | звичайний гніздовий птах, 200-300 пар |            |

### Родина Совові (Strigidae)
| Українська назва                | Люксембурзька назва | Латинська назва   | Автор таксона     | Статус МСОП | Поширення у Люксембурзі | Зображення |
| Ряд: Совоподібні (Strigiformes) |                     |                   |                   |             | |            |
| Родина: Совові (Strigidae)      |                     |                   |                   |             | |            |
| Сич волохатий                   | Klenge Kazekapp     | Aegolius funereus | Linnaeus, 1758    | LC          | рідкісний |            |
| Сич хатній                      | Steekauz            | Athene noctua     | Scopoli, 1769     | LC          | досить поширений |            |
| Сова яструбина                  | Gesträiften Eil     | Surnia ulula      | (Linnaeus, 1758)  | LC          | рідкісний бродяга взимку |            |
| Совка                           | Zwerghuereil        | Otus scops        | Linnaeus, 1758    | LC          | бродяжний птах, спостерігався двічі |            |
| Сова біла                       | Schnéieil           | Bubo scandiacus   | Linnaeus, 1758    | VU          | рідкісний бродяга |            |
| Пугач палеарктичний             | Uhu                 | Bubo bubo         | Linnaeus, 1758    | LC          | зник в країні після 1928 року, У 1970-х роках поодинокі сови знову були помічені в країні. У 1982 році вперше пара розмножилася в країні, на південному сході, поблизу Дуелема. Відтоді сова знову міцно прижилася в Люксембурзі (15-20 пар у 2007 році; 20-22 пари у 2022 році). |            |
| Сова сіра                       | Bëschkauz           | Strix aluco       | Linnaeus, 1758    | LC          | досить поширений вид |            |
| Сова вухата                     | Bëscheil            | Asio otus         | Linnaeus, 1758    | LC          | досить поширений осілий птах |            |
| Сова болотяна                   | Broocheil           | Asio flammeus     | Pontoppidan, 1763 | LC          | на зимівлі |            |

## Ряд Дрімлюгоподібні (Caprimulgiformes)
Дрімлюги — це середні нічні птахи, які зазвичай гніздяться на землі. У них є довгі крила, короткі ноги і дуже короткі дзьоби. Відомо 86 видів дрімлюг, з яких один вид поширений у Люксембурзі.

### Родина Дрімлюгові (Caprimulgidae)
| Українська назва                        | Люксембурзька назва | Латинська назва       | Автор таксона  | Статус МСОП | Поширення у Люксембурзі                               | Зображення |
| Ряд: Дрімлюгоподібні (Caprimulgiformes) |                     |                       |                |             |                                                       |            |
| Родина: Дрімлюгові (Caprimulgidae)      |                     |                       |                |             |                                                       |            |
| Дрімлюга звичайний                      | Fléimouk            | Caprimulgus europaeus | Linnaeus, 1758 | LC          | гніздовий птах з неоднозначним поширенням, перелітний |            |

## Ряд Серпокрильцеподібні (Apodiformes)
Відомо 341 вид серпокрильцеподібних, з них у Люксембурзі спостерігався один вид.

### Родина Серпокрильцеві (Apodidae)
| Українська назва                       | Люксембурзька назва | Латинська назва | Автор таксона  | Статус МСОП | Поширення у Люксембурзі             | Зображення |
| Ряд: Серпокрильцеподібні (Apodiformes) |                     |                 |                |             |                                     |            |
| Родина: Серпокрильцеві (Apodidae)      |                     |                 |                |             |                                     |            |
| Серпокрилець чорний                    | Leeëndecker         | Apus apus       | Linnaeus, 1758 | LC          | поширений перелітний гніздовий птах |            |

## Ряд Сиворакшоподібні (Coraciiformes)
Відомо близько 90 видів сиворакшеподібних, з них у Люксембурзі спостерігаються 3 види.

### Родина Сиворакшові (Coraciidae)
| Українська назва                      | Люксембурзька назва | Латинська назва   | Автор таксона  | Статус МСОП | Поширення у Люксембурзі | Зображення |
| Ряд: Сиворакшоподібні (Coraciiformes) |                     |                   |                |             |                         |            |
| Родина: Сиворакшові (Coraciidae)      |                     |                   |                |             |                         |            |
| Сиворакша                             | Bloe Rackert        | Coracias garrulus | Linnaeus, 1758 | NT          |                         |            |

### Родина Рибалочкові (Alcedinidae)
| Українська назва                      | Люксембурзька назва | Латинська назва | Автор таксона  | Статус МСОП | Поширення у Люксембурзі | Зображення |
| Ряд: Сиворакшоподібні (Coraciiformes) |                     |                 |                |             |                         |            |
| Родина: Рибалочкові (Alcedinidae)     |                     |                 |                |             |                         |            |
| Рибалочка блакитний                   | Äisvull             | Alcedo atthis   | Linnaeus, 1758 | LC          | досить поширений        |            |

### Родина Бджолоїдкові (Meropidae)
| Українська назва                      | Люксембурзька назва | Латинська назва | Автор таксона  | Статус МСОП | Поширення у Люксембурзі | Зображення |
| Ряд: Сиворакшоподібні (Coraciiformes) |                     |                 |                |             | |            |
| Родина: Бджолоїдкові (Meropidae)      |                     |                 |                |             | |            |
| Бджолоїдка звичайна                   | Beiefrësser         | Merops apiaster | Linnaeus, 1758 | LC          | вид у Люксембурзі розмножувався спорадично у 19-20 столітті, вимер до 1964 року. У 2001 році три гніздові пари були знайдені в купі піску метрової висоти поблизу Альценга, вдруге гніздування виявлено у 2018 році у двометровому піщаному березі річки Альзет |            |

## Ряд Bucerotiformes

#### Родина Одудові (Upupidae)
| Українська назва           | Люксембурзька назва | Латинська назва | Автор таксона  | Статус МСОП | Поширення у Люксембурзі                                                                                 | Зображення |
| Ряд: Bucerotiformes        |                     |                 |                |             | |            |
| Родина: Одудові (Upupidae) |                     |                 |                |             | |            |
| Одуд                       | Mitock              | Upupa epops     | Linnaeus, 1758 | LC          | птах вимер в Люксембурзі в 1960-х роках, з 2011 року в країні знову почали спостерігатися залітні одуди |            |

## Ряд Дятлоподібні (Piciformes)
Із 440 видів дятлоподібних у Люксембурзі трапляється 7 видів.

### Родина Дятлові (Picidae)
| Українська назва               | Люксембурзька назва | Латинська назва     | Автор таксона    | Статус МСОП | Поширення у Люксембурзі                                   | Зображення |
| Ряд: Дятлоподібні (Piciformes) |                     |                     |                  |             |                                                           |            |
| Родина: Дятлові (Picidae)      |                     |                     |                  |             |                                                           |            |
| Крутиголовка                   | Dréihälschen        | Jynx torquilla      | Linnaeus, 1758   | LC          | досить поширений перелітний гніздовий птах                |            |
| Дятел середній                 | Mëttelspiecht       | Dendrocoptes medius | (Linnaeus, 1758) | LC          | досить поширений по країні, але ніде не численний; осілий |            |
| Дятел малий                    | Klenge Spiecht      | Dryobates minor     | Linnaeus, 1758   | LC          | досить поширений                                          |            |
| Дятел звичайний                | Bontspiecht         | Dendrocopos major   | Linnaeus, 1758   | LC          | досить поширений                                          |            |
| Жовна чорна                    | Schwaarze Spiecht   | Dryocopus martius   | Linnaeus, 1758   | LC          | по всій країні                                            |            |
| Жовна зелена                   | Grénge Spiecht      | Picus viridis       | Linnaeus, 1758   | LC          | досить поширений                                          |            |
| Жовна сива                     | Groe Spiecht        | Picus canus         | (Gmelin, 1788)   | LC          | досить поширений                                          |            |

## Ряд Горобцеподібні (Passeriformes)
Переважно дрібні і середньої величини птахи, що значно різняться за зовнішнім виглядом, способом життя, умовами проживання і способами добування їжі. Поширені по всьому світу. Відомо близько 5400 видів, з них на території Люксембургу зафіксовано 117 видів.

### Родина Вивільгові (Oriolidae)
| Українська назва                    | Люксембурзька назва | Латинська назва | Автор таксона  | Статус МСОП | Поширення у Люксембурзі | Зображення |
| Ряд: Горобцеподібні (Passeriformes) |                     |                 |                |             |                         |            |
| Родина: Вивільгові (Oriolidae)      |                     |                 |                |             |                         |            |
| Вивільга звичайна                   | Piroul              | Oriolus oriolus | Linnaeus, 1758 | LC          | досить поширений        |            |

### Родина Сорокопудові (Laniidae)
| Українська назва                    | Люксембурзька назва      | Латинська назва  | Автор таксона  | Статус МСОП | Поширення у Люксембурзі           | Зображення |
| Ряд: Горобцеподібні (Passeriformes) |                          |                  |                |             |                                   |            |
| Родина: Сорокопудові (Laniidae)     |                          |                  |                |             |                                   |            |
| Сорокопуд терновий                  | Klengen Neimäerder       | Lanius collurio  | Linnaeus, 1758 | LC          | досить поширений                  |            |
| Сорокопуд чорнолобий                | Klenge groen Neimäerder  | Lanius minor     | Gmelin, 1788   | LC          | залітний                          |            |
| Сорокопуд сірий                     | Grousse groen Neimäerder | Lanius excubitor | Linnaeus, 1758 | LC          | 50-90 гніздових пар у всій країні |            |
| Сорокопуд червоноголовий            | Rouden Neimäerder        | Lanius senator   | Linnaeus, 1758 | LC          | фрагментарно поширений            |            |

### Родина Воронові (Corvidae)
| Українська назва                    | Люксембурзька назва | Латинська назва         | Автор таксона    | Статус МСОП | Поширення у Люксембурзі | Зображення |
| Ряд: Горобцеподібні (Passeriformes) |                     |                         |                  |             |                         |            |
| Родина: Воронові (Corvidae)         |                     |                         |                  |             |                         |            |
| Сойка                               | Maarkollef          | Garrulus glandarius     | Linnaeus, 1758   | LC          | досить поширений        |            |
| Сорока звичайна                     | Kréi                | Pica pica               | Linnaeus, 1758   | LC          | досить поширений        |            |
| Горіхівка                           | Nëssknacker         | Nucifraga caryocatactes | Linnaeus, 1758   | LC          | зимовий гість           |            |
| Галка                               | Steekueb            | Corvus monedula         | Linnaeus, 1758   | LC          | досить поширений        |            |
| Грак                                | Hierschtkueb        | Corvus frugilegus       | Linnaeus, 1758   | LC          | поширений осілий птах   |            |
| Ворона чорна                        | Bëschkueb           | Corvus corone           | Linnaeus, 1758   | LC          | осілий гніздовий птах   |            |
| Ворона сіра                         | Groe Kueb           | Corvus cornix           | (Linnaeus, 1758) | LC          | випадковий бродяга      |            |
| Крук                                | Ramm                | Corvus corax            | Linnaeus, 1758   | LC          |                         |            |

### Родина Ремезові (Remizidae)
| Українська назва                    | Люксембурзька назва | Латинська назва  | Автор таксона  | Статус МСОП | Поширення у Люксембурзі | Зображення |
| Ряд: Горобцеподібні (Passeriformes) |                     |                  |                |             |                         |            |
| Родина: Ремезові (Remizidae)        |                     |                  |                |             |                         |            |
| Ремез                               | Beidelmees          | Remiz pendulinus | Linnaeus, 1758 | LC          |                         |            |

### Родина Синицеві (Paridae)
| Українська назва                    | Люксембурзька назва | Латинська назва       | Автор таксона     | Статус МСОП | Поширення у Люксембурзі                 | Зображення |
| Ряд: Горобцеподібні (Passeriformes) |                     |                       |                   |             |                                         |            |
| Родина: Синицеві (Paridae)          |                     |                       |                   |             |                                         |            |
| Синиця чорна                        | Dännemees           | Parus ater            | Linnaeus, 1758    | LC          | досить поширений по всій країні, осілий |            |
| Синиця чубата                       | Hauwemees           | Lophophanes cristatus | Linnaeus, 1758    | LC          | досить поширений по всій країні, осілий |            |
| Гаїчка болотяна                     | Gro Mees            | Poecile palustris     | Linnaeus, 1758    | LC          | досить поширений                        |            |
| Гаїчка-пухляк                       | Weidemees           | Poecile montanus      | Baldenstein, 1827 | LC          | досить поширений                        |            |
| Синиця блакитна                     | Blomees             | Parus caeruleus       | Linnaeus, 1758    | LC          | широко поширений на всій країні         |            |
| Синиця велика                       | Schielmees          | Parus major           | Linnaeus, 1758    | LC          | широко поширений по всій країні         |            |

### Родина Жайворонкові (Alaudidae)
| Українська назва                    | Люксембурзька назва | Латинська назва        | Автор таксона  | Статус МСОП | Поширення у Люксембурзі   | Зображення |
| Ряд: Горобцеподібні (Passeriformes) |                     |                        |                |             |                           |            |
| Родина: Жайворонкові (Alaudidae)    |                     |                        |                |             |                           |            |
| Жайворонок лісовий                  | Bëschléierchen,     | Lullula arborea        | Linnaeus, 1758 | LC          | перелітний гніздовий птах |            |
| Жайворонок польовий                 | Léierchen           | Alauda arvensis        | Linnaeus, 1758 | LC          | поширений по всій країні  |            |
| Посмітюха                           | Hauweléierchen      | Galerida cristata      | Linnaeus, 1758 | LC          | фрагментарне поширення    |            |
| Жайворонок рогатий                  | Ouereléierchen      | Eremophila alpestris   | Linnaeus, 1758 | LC          | бродяга                   |            |
| Жайворонок степовий                 | Kalanderlerche      | Melanocorypha calandra | Linnaeus, 1766 | LC          | рідкісний залітний        |            |

### Родина Ластівкові (Hirundinidae)
| Українська назва                    | Люксембурзька назва | Латинська назва  | Автор таксона  | Статус МСОП | Поширення у Люксембурзі | Зображення |
| Ряд: Горобцеподібні (Passeriformes) |                     |                  |                |             |                         |            |
| Родина: Ластівкові (Hirundinidae)   |                     |                  |                |             |                         |            |
| Ластівка берегова                   | Grondschmuewel      | Riparia riparia  | Linnaeus, 1758 | LC          | поширений, перелітний   |            |
| Ластівка сільська                   | Stallschmuewel      | Hirundo rustica  | Linnaeus, 1758 | LC          | поширений, перелітний   |            |
| Ластівка міська                     | Hausschmuewel       | Delichon urbicum | Linnaeus, 1758 | LC          | поширений, перелітний   |            |
| Ластівка даурська                   | Roudelzeg Schmuewel | Cecropis daurica | Linnaeus, 1771 | LC          | регулярний бродяга      |            |

### Родина Вусаті синиці (Panuridae)
| Українська назва                    | Люксембурзька назва | Латинська назва   | Автор таксона  | Статус МСОП | Статус у Люксембурзі | Зображення |
| Ряд: Горобцеподібні (Passeriformes) |                     |                   |                |             |                      |            |
| Родина: Вусаті синиці (Panuridae)   |                     |                   |                |             |                      |            |
| Синиця вусата                       | Baartmees           | Panurus biarmicus | Linnaeus, 1758 | LC          |                      |            |

### Родина Довгохвостосиницеві (Aegithalidae)
| Українська назва                           | Люксембурзька назва | Латинська назва     | Автор таксона  | Статус МСОП | Статус у Люксембурзі            | Зображення |
| Ряд: Горобцеподібні (Passeriformes)        |                     |                     |                |             |                                 |            |
| Родина: Довгохвостосиницеві (Aegithalidae) |                     |                     |                |             |                                 |            |
| Синиця довгохвоста                         | Schwanzmees         | Aegithalos caudatus | Linnaeus, 1758 | LC          | досить поширений по всій країні |            |

### Родина Вівчарикові (Phylloscopidae)
| Українська назва                     | Люксембурзька назва        | Латинська назва         | Автор таксона    | Статус МСОП | Статус у Люксембурзі                | Зображення |
| Ряд: Горобцеподібні (Passeriformes)  |                            |                         |                  |             |                                     |            |
| Родина: Вівчарикові (Phylloscopidae) |                            |                         |                  |             |                                     |            |
| Вівчарик жовтобровий                 | Bliedervillchen            | Phylloscopus sibilatrix | Bechstein, 1793  | LC          | поширений перелітний гніздовий птах |            |
| Вівчарик світлочеревий               | Bonellbliedervillchecn     | Phylloscopus bonelli    | (Vieillot, 1819) | LC          | залітний                            |            |
| Вівчарик лісовий                     | Sibiresche Bliedervillchen | Phylloscopus inornatus  | Blyth, 1842      | LC          | залітний                            |            |
| Вівчарик золотомушковий              | Pallasbliedervillchen      | Phylloscopus proregulus | (Pallas, 1811)   | LC          | залітний з Сибіру                   |            |
| Вівчарик бурий                       | Donkele Bliedervillchen    | Phylloscopus fuscatus   | Blyth, 1842      | LC          | залітний                            |            |
| Вівчарик весняний                    | Fitis                      | Phylloscopus trochilus  | Linnaeus, 1758   | LC          | поширений перелітний гніздовий птах |            |
| Вівчарик-ковалик                     | Zillzapp                   | Phylloscopus collybita  | (Vieillot, 1817) | LC          | поширений перелітний гніздовий птах |            |

### Родина Кобилочкові (Locustellidae)
| Українська назва                    | Люксембурзька назва | Латинська назва         | Автор таксона  | Статус МСОП | Статус у Люксембурзі                | Зображення |
| Ряд: Горобцеподібні (Passeriformes) |                     |                         |                |             |                                     |            |
| Родина: Кобилочкові (Locustellidae) |                     |                         |                |             |                                     |            |
| Кобилочка річкова                   | Flossschwirrel      | Locustella fluviatilis  | Wolf, 1810     | LC          | залітний                            |            |
| Кобилочка-цвіркун                   | Schwirrel           | Locustella naevia       | Boddaert, 1783 | LC          | поширений перелітний гніздовий птах |            |
| Кобилочка солов'їна                 | Lëtscheschwirrel    | Locustella luscinioides | Savi, 1824     | LC          |                                     |            |

### Родина Очеретянкові (Acrocephalidae)
| Українська назва                      | Люксембурзька назва | Латинська назва            | Автор таксона    | Статус МСОП | Статус у Люксембурзі                                 | Зображення |
| Ряд: Горобцеподібні (Passeriformes)   |                     |                            |                  |             |                                                      |            |
| Родина: Очеретянкові (Acrocephalidae) |                     |                            |                  |             |                                                      |            |
| Очеретянка велика                     | Grousse Jäizert     | Acrocephalus arundinaceus  | Linnaeus, 1758   | LC          |                                                      |            |
| Очеретянка прудка                     | Dachskäppchen       | Acrocephalus paludicola    | Vieillot, 1817   | VU          | залітний                                             |            |
| Очеретянка лучна                      | Gesträifte Jäizert  | Acrocephalus schoenobaenus | Linnaeus, 1758   | LC          |                                                      |            |
| Очеретянка садова                     | Heckejäizert        | Acrocephalus dumetorum     | Blyth, 1849      | LC          | рідкісний мігрант                                    |            |
| Очеретянка ставкова                   | Klenge Jäizert      | Acrocephalus scirpaceus    | Hermann, 1804    | LC          | досить поширений                                     |            |
| Очеретянка чагарникова                | Suppejäizert        | Acrocephalus palustris     | Linnaeus, 1758   | LC          | широко поширений і звичайний гніздовий і літній птах |            |
| Берестянка багатоголоса               | Orpheussproochmates | Hippolais polyglotta       | (Vieillot, 1817) | LC          |                                                      |            |
| Берестянка звичайна                   | Giele Sproochmates  | Hippolais icterina         | Vieillot, 1817   | LC          | досить поширений                                     |            |

### Родина Кропив'янкові (Sylviidae)
| Українська назва                    | Люксембурзька назва  | Латинська назва      | Автор таксона   | Статус МСОП | Статус у Люксембурзі                                | Зображення |
| Ряд: Горобцеподібні (Passeriformes) |                      |                      |                 |             |                                                     |            |
| Родина: Кропив'янкові (Sylviidae)   |                      |                      |                 |             |                                                     |            |
| Кропив'янка чорноголова             | Schwaarz Graatsch    | Sylvia atricapilla   | Linnaeus, 1758  | LC          | звичайний гніздовий птах                            |            |
| Кропив'янка садова                  | Gaardegraatsch       | Sylvia borin         | Boddaert, 1783  | LC          | поширений перелітний гніздовий птах                 |            |
| Кропив'янка рябогруда               | Gesträifte Graatsch  | Sylvia nisoria       | Bechstein, 1795 | LC          | бродяжний                                           |            |
| Кропив'янка прудка                  | Babbelgraatsch,      | Sylvia curruca       | Linnaeus, 1758  | LC          | поширений перелітний гніздовий птах                 |            |
| Кропив'янка співоча                 | Orpheusgraatsch      | Sylvia hortensis     | (Gmelin, 1789)  | LC          | рідкісний бродяга                                   |            |
| Кропив'янка сіра                    | Heckegraatsch        | Sylvia communis      | Latham, 1787    | LC          | поширений перелітний гніздовий птах                 |            |
| Кропив'янка середземноморська       | Schwaarzkappgraatsch | Sylvia melanocephala | (Gmelin, 1789   | LC          | рідкісний бродяга, вперше спостерігався у 2015 році |            |

### Родина Cettiidae
| Українська назва                    | Люксембурзька назва | Латинська назва | Автор таксона    | Статус МСОП | Статус у Люксембурзі                               | Зображення |
| Ряд: Горобцеподібні (Passeriformes) |                     |                 |                  |             |                                                    |            |
| Родина: Cettiidae                   |                     |                 |                  |             |                                                    |            |
| Очеретянка середземноморська        | Seidesänger         | Cettia cetti    | (Temminck, 1820) | LC          | рідкісний бродяга, єдине спостереження у 2012 році |            |

### Родина Золотомушкові (Regulidae)
| Українська назва                    | Люксембурзька назва | Латинська назва      | Автор таксона  | Статус МСОП | Статус у Люксембурзі  | Зображення |
| Ряд: Горобцеподібні (Passeriformes) |                     |                      |                |             |                       |            |
| Родина: Золотомушкові (Regulidae)   |                     |                      |                |             |                       |            |
| Золотомушка жовточуба               | Dommendéck          | Regulus regulus      | Linnaeus, 1758 | LC          | поширений осілий птах |            |
| Золотомушка червоночуба             | Feierkäppchen       | Regulus ignicapillus | Temminck, 1820 | LC          | досить поширений      |            |

### Родина Омелюхові (Bombycillidae)
| Українська назва                    | Люксембурзька назва | Латинська назва     | Автор таксона  | Статус МСОП | Статус у Люксембурзі   | Зображення |
| Ряд: Горобцеподібні (Passeriformes) |                     |                     |                |             |                        |            |
| Родина: Омелюхові (Bombycillidae)   |                     |                     |                |             |                        |            |
| Омелюх звичайний                    | Peschtvull          | Bombycilla garrulus | Linnaeus, 1758 | LC          | інколи під час зимівлі |            |

### Родина Стінолазові (Tichodromidae)
| Українська назва                    | Люксембурзька назва | Латинська назва    | Автор таксона  | Статус МСОП | Статус у Люксембурзі | Зображення |
| Ряд: Горобцеподібні (Passeriformes) |                     |                    |                |             |                      |            |
| Родина: Стінолазові (Tichodromidae) |                     |                    |                |             |                      |            |
| Стінолаз                            | Mauerleefer         | Tichodroma muraria | Linnaeus, 1766 | LC          | рідкісний бродяга    |            |

### Родина Повзикові (Sittidae)
| Українська назва                    | Люксембурзька назва | Латинська назва | Автор таксона  | Статус МСОП | Статус у Люксембурзі | Зображення |
| Ряд: Горобцеподібні (Passeriformes) |                     |                 |                |             |                      |            |
| Родина: Повзикові (Sittidae)        |                     |                 |                |             |                      |            |
| Повзик звичайний                    | Grousse Bamleefer   | Sitta europaea  | Linnaeus, 1758 | LC          | досить поширений     |            |

### Родина Підкоришникові (Certhiidae)
| Українська назва                    | Люксембурзька назва | Латинська назва       | Автор таксона  | Статус МСОП | Статус у Люксембурзі | Зображення |
| Ряд: Горобцеподібні (Passeriformes) |                     |                       |                |             |                      |            |
| Родина: Підкоришникові (Certhiidae) |                     |                       |                |             |                      |            |
| Підкоришник звичайний               | Bëschbamleefer      | Certhia familiaris    | Linnaeus, 1758 | LC          | досить поширений     |            |
| Підкоришник короткопалий            | Gaardebamleefer     | Certhia brachydactyla | Brehm, 1820    | LC          | досить поширений     |            |

### Родина Воловоочкові (Troglodytidae)
| Українська назва                     | Люксембурзька назва | Латинська назва         | Автор таксона  | Статус МСОП | Статус у Люксембурзі | Зображення |
| Ряд: Горобцеподібні (Passeriformes)  |                     |                         |                |             |                      |            |
| Родина: Воловоочкові (Troglodytidae) |                     |                         |                |             |                      |            |
| Волове очко                          | Maiskinnek          | Troglodytes troglodytes | Linnaeus, 1758 | LC          | повсюдно             |            |

### Родина Шпакові (Sturnidae)
| Українська назва                    | Люксембурзька назва | Латинська назва  | Автор таксона  | Статус МСОП | Статус у Люксембурзі         | Зображення |
| Ряд: Горобцеподібні (Passeriformes) |                     |                  |                |             |                              |            |
| Родина: Шпакові (Sturnidae)         |                     |                  |                |             |                              |            |
| Шпак звичайний                      | Spréif              | Sturnus vulgaris | Linnaeus, 1758 | LC          | досить поширений осілий птах |            |

### Родина Пронуркові (Cinclidae)
| Українська назва                    | Люксембурзька назва | Латинська назва | Автор таксона  | Статус МСОП | Статус у Люксембурзі | Зображення |
| Ряд: Горобцеподібні (Passeriformes) |                     |                 |                |             |                      |            |
| Родина: Пронуркові (Cinclidae)      |                     |                 |                |             |                      |            |
| Пронурок                            | Waassermärel        | Cinclus cinclus | Linnaeus, 1758 | LC          |                      |            |

### Родина Дроздові (Turdidae)
| Українська назва                    | Люксембурзька назва | Латинська назва   | Автор таксона  | Статус МСОП | Статус у Люксембурзі         | Зображення |
| Ряд: Горобцеподібні (Passeriformes) |                     |                   |                |             |                              |            |
| Родина: Дроздові (Turdidae)         |                     |                   |                |             |                              |            |
| Дрізд гірський                      | Réngmärel           | Turdus torquatus  | Linnaeus, 1758 | LC          |                              |            |
| Дрізд чорний                        | Märel               | Turdus merula     | Linnaeus, 1758 | LC          | дуже поширений осілий птах   |            |
| Чикотень                            | Jackert             | Turdus pilaris    | Linnaeus, 1758 | LC          | звичайний гніздовий птах     |            |
| Дрізд білобровий                    | Routdréischel       | Turdus iliacus    | Linnaeus, 1766 | NT          | звичайний на зимівлі         |            |
| Дрізд співочий                      | Dréischel           | Turdus philomelos | Brehm, 1831    | LC          | повсюдно                     |            |
| Дрізд-омелюх                        | Läischter           | Turdus viscivorus | Linnaeus, 1758 | LC          | досить поширений осілий птах |            |

### Родина Мухоловкові (Muscicapidae)
| Українська назва                    | Люксембурзька назва    | Латинська назва         | Автор таксона    | Статус МСОП | Статус у Люксембурзі                                                                                       | Зображення |
| Ряд: Горобцеподібні (Passeriformes) |                        |                         |                  |             | |            |
| Родина: Мухоловкові (Muscicapidae)  |                        |                         |                  |             | |            |
| Мухоловка сіра                      | Groe Méckefänkert      | Muscicapa striata       | Pallas, 1764     | LC          | досить поширений перелітний гніздовий птах                                                                 |            |
| Мухоловка мала                      | Klenge Méckefänckert   | Ficedula parva          | Bechstein, 1792  | LC          | бродяжний                                                                                                  |            |
| Мухоловка строката                  | Schwaarze Méckefänkert | Ficedula hypoleuca      | Pallas, 1764     | LC          | досить поширений перелітний гніздовий птах                                                                 |            |
| Мухоловка білошия                   | Kollisméckefänckert    | Ficedula albicollis     | Temminck, 1815   | LC          | |            |
| Скеляр строкатий                    | Rout Steemärel         | Monticola saxatilis     | (Linnaeus, 1766) | LC          | залітний                                                                                                   |            |
| Трав'янка лучна                     | Brongbrëschtchen       | Saxicola rubetra        | Linnaeus, 1758   | LC          | досить поширений влітку                                                                                    |            |
| Трав'янка європейська               | Schwaarzbrëschtchen    | Saxicola rubicola       | Linnaeus, 1766   | LC          | поширений перелітний гніздовий птах                                                                        |            |
| Вільшанка                           | Routbrëschtchen        | Erithacus rubecula      | Linnaeus, 1758   | LC          | досить поширений осілий птах                                                                               |            |
| Синьошийка                          | Blobrëschtchen         | Luscinia svecica        | Linnaeus, 1758   | LC          | траплявся на початку 20 століття, згодом вважався вимерлим, поки у 2017 році спостерігали бродяжного самця |            |
| Соловейко східний                   | Sprosser               | Luscinia luscinia       | Linnaeus, 1758   | LC          | рідкісний залітний, спостерігали двічі — у 2015 та 2016 році                                               |            |
| Соловейко західний                  | Nuechtegailchen        | Luscinia megarhynchos   | Brehm, 1831      | LC          | досить поширений                                                                                           |            |
| Горихвістка чорна                   | Hausroutschwanz        | Phoenicurus ochruros    | Gmelin, 1774     | LC          | перелітний гніздовий птах                                                                                  |            |
| Горихвістка звичайна                | Gaarderoutschwanz      | Phoenicurus phoenicurus | Linnaeus, 1758   | LC          | досить поширений перелітний гніздовий птах, але всюди нечисленний                                          |            |
| Кам'янка звичайна                   | Broochschësser         | Oenanthe oenanthe       | Linnaeus, 1758   | LC          | бродяжний                                                                                                  |            |

### Родина Тинівкові (Prunellidae)
| Українська назва                    | Люксембурзька назва | Латинська назва     | Автор таксона  | Статус МСОП | Статус у Люксембурзі  | Зображення |
| Ряд: Горобцеподібні (Passeriformes) |                     |                     |                |             |                       |            |
| Родина: Тинівкові (Prunellidae)     |                     |                     |                |             |                       |            |
| Тинівка альпійська                  | Alpenheckeschlëffer | Prunella collaris   | Scopoli, 1769  | LC          | залітний              |            |
| Тинівка сибірська                   | Biergheckeschlëffer | Prunella montanella | Pallas, 1776   | LC          | рідкісний залітний    |            |
| Тинівка лісова                      | Heckeschlëffer      | Prunella modularis  | Linnaeus, 1758 | LC          | поширений осілий птах |            |

### Родина Горобцеві (Passeridae)
| Українська назва                    | Люксембурзька назва | Латинська назва        | Автор таксона  | Статус МСОП | Статус у Люксембурзі                       | Зображення |
| Ряд: Горобцеподібні (Passeriformes) |                     |                        |                |             |                                            |            |
| Родина: Горобцеві (Passeridae)      |                     |                        |                |             |                                            |            |
| Горобець хатній                     | Hausspatz           | Passer domesticus      | Linnaeus, 1758 | LC          | широко поширений осілий птах               |            |
| Горобець польовий                   | Feldspatz           | Passer montanus        | Linnaeus, 1758 | LC          | поширений осілий птах на більшій території |            |
| В'юрок сніговий                     | Schnéifénk          | Montifringilla nivalis | Linnaeus, 1766 | LC          | залітний                                   |            |

### Родина Плискові (Motacillidae)
| Українська назва                    | Люксембурзька назва  | Латинська назва    | Автор таксона       | Статус МСОП | Статус у Люксембурзі    | Зображення |
| Ряд: Горобцеподібні (Passeriformes) |                      |                    |                     |             |                         |            |
| Родина: Плискові (Motacillidae)     |                      |                    |                     |             |                         |            |
| Плиска жовта                        | Wisepanewippchen     | Motacilla flava    | Linnaeus, 1758      | LC          | досить поширений        |            |
| Плиска жовтоголова                  | Zitrounepanewippchen | Motacilla citreola | Pallas, 1776        | LC          | рідкісний залітний      |            |
| Плиска гірська                      | Wanterpanewippchen   | Motacilla cinerea  | Tunstall, 1771      | LC          | досить поширений осілий |            |
| Плиска біла                         | Panewippchen         | Motacilla alba     | Linnaeus, 1758      | LC          | повсюдно                |            |
| Плиска чорноголова                  | Balkanpanewippchen   | Motacilla feldegg  | (Michahelles, 1830) | LC          | рідксний залітний       |            |
| Щеврик азійський                    | Grousse Piipsert     | Anthus richardi    | Vieillot, 1818      | LC          | залітний                |            |
| Щеврик польовий                     | Broochpiipsert       | Anthus campestris  | Linnaeus, 1758      | LC          |                         |            |
| Щеврик лучний                       | Wisepiipsert         | Anthus pratensis   | Linnaeus, 1758      | LC          | поширений по країні     |            |
| Щеврик лісовий                      | Bampiipsert          | Anthus trivialis   | Linnaeus, 1758      | LC          | поширений птах          |            |
| Щеврик червоногрудий                | Roude Piipsert       | Anthus cervinus    | Linnaeus, 1758      | LC          | регулярний бродяга      |            |
| Щеврик гірський                     | Waasserpiipsert      | Anthus spinoletta  | Linnaeus, 1758      | LC          | зимовий гість           |            |

### Родина В'юркові (Fringillidae)
| Українська назва                    | Люксембурзька назва | Латинська назва               | Автор таксона    | Статус МСОП | Статус у Люксембурзі                                                 | Зображення |
| Ряд: Горобцеподібні (Passeriformes) |                     |                               |                  |             |                                                                      |            |
| Родина: В'юркові (Fringillidae)     |                     |                               |                  |             |                                                                      |            |
| Зяблик                              | Poufank             | Fringilla coelebs             | Linnaeus, 1758   | LC          | повсюдно, частково перелітний                                        |            |
| В'юрок                              | Nordesche Poufank   | Fringilla montifringilla      | Linnaeus, 1758   | LC          | звичайний під час зимівлі                                            |            |
| Костогриз                           | Kiischteknäppchen   | Coccothraustes coccothraustes | Linnaeus, 1758   | LC          | досить поширений                                                     |            |
| Снігур                              | Pillo               | Pyrrhula pyrrhula             | Linnaeus, 1758   | LC          | поширений осілий птах, також прилітають на зимівлю з північних країн |            |
| Чечевиця звичайна                   | Roude Pillo         | Carpodacus erythrinus         | Pallas, 1770     | LC          |                                                                      |            |
| Зеленяк                             | Grénge Fénk         | Carduelis chloris             | Linnaeus, 1758   | LC          | широко поширений осілий птах                                         |            |
| Коноплянка                          | Fluessfénk          | Acanthis cannabina            | Linnaeus, 1758   | LC          | поширений по всій країні                                             |            |
| Чечітка звичайна                    | Rouden Zeisel       | Carduelis flammea             | (Linnaeus, 1758) | LC          | численний зимовий гість                                              |            |
| Шишкар ялиновий                     | Kräizschniewel      | Loxia curvirostra             | Linnaeus, 1758   | LC          | повсюдно у хвойних лісах                                             |            |
| Щиглик                              | Déschtelpéckchen    | Carduelis carduelis           | Linnaeus, 1758   | LC          | поширений перелітний птах                                            |            |
| Щедрик                              | Girrelitz           | Serinus serinus               | Linnaeus, 1766   | LC          | поширений осілий птах                                                |            |
| Чиж                                 | Gréngen Zeisel      | Spinus spinus                 | Linnaeus, 1758   | LC          | досить поширений                                                     |            |

### Родина Подорожникові (Calcariidae)
| Українська назва                    | Люксембурзька назва | Латинська назва       | Автор таксона  | Статус МСОП | Статус у Люксембурзі | Зображення |
| Ряд: Горобцеподібні (Passeriformes) |                     |                       |                |             |                      |            |
| Родина: Calcariidae                 |                     |                       |                |             |                      |            |
| Пуночка                             | Schnéimësch         | Plectrophenax nivalis | Linnaeus, 1758 | LC          |                      |            |

### Родина Вівсянкові (Emberizidae)
| Українська назва                    | Люксембурзька назва | Латинська назва      | Автор таксона  | Статус МСОП | Статус у Люксембурзі                                                  | Зображення |
| Ряд: Горобцеподібні (Passeriformes) |                     |                      |                |             |                                                                       |            |
| Родина: Вівсянкові (Emberizidae)    |                     |                      |                |             |                                                                       |            |
| Просянка                            | Gro Mësch           | Emberiza calandra    | Linnaeus, 1758 | LC          | досить поширений                                                      |            |
| Вівсянка звичайна                   | Gielemännchen       | Emberiza citrinella  | Linnaeus, 1758 | LC          | широко поширений осілий птах                                          |            |
| Вівсянка гірська                    | Zippmësch           | Emberiza cia         | Linnaeus, 1766 | LC          | рідкісний бродяга                                                     |            |
| Вівсянка садова                     | Ortelan             | Emberiza hortulana   | Linnaeus, 1758 | LC          | досить поширений                                                      |            |
| Вівсянка городня                    | Zonkmësch           | Emberiza cirlus      | Linnaeus, 1766 | LC          | рідкісний бродяга                                                     |            |
| Вівсянка-крихітка                   |                     | Emberiza pusilla     | Pallas, 1776   | LC          | рідкісний бродяга, єдине спостереження у квітні 2017 року в Шламмвісі |            |
| Вівсянка очеретяна                  | Weidemësch          | Emberiza schoeniclus | Linnaeus, 1758 | LC          | поширений птах, частково перелітний                                   |            |